# Nelson Bunker Hunt
Nelson Bunker Hunt (El Dorado, Arkansas, 22 de febrero de 1926-Dallas, Texas, 21 de octubre de 2014) fue un empresario estadounidense en la industria del petróleo. Fue el dueño de la Compañía de exploración y minería Hunt (Hunt Exploration and Mining Company, HEMCO).
Hunt llegó a ser considerado como el hombre más rico del mundo con un patrimonio valorado en US$ 16 mil millones, perdiendo su fortuna tras el Jueves de Plata en 1980. En enero de 1980, tenía contratos de compra de plata por 7 mil millones de dólares (entre un tercio y la mitad de los suministros de plata), pero dos meses más tarde, pasó a enfrentar pérdidas por mil setecientos millones de dólares, tras haber caído el precio de la plata a US$ 10,80 desde US$ 50,35 por onza. Para evitar una debacle financiero, el gobierno federal facilitó a los Hunt, una línea de crédito de mil millones de dólares para salvaguardar a los mercados de una estampida; no obstante, una avalancha de demandas y reclamaciones legales drenó la fortuna de la familia.
En la cúspide de su riqueza, Hunt poseía, además de las empresas petroleras: ganado, un millar de purasangres, ranchos, arte, empresas azucareras, mineras, rascacielos y una cadena de pizzerías. En concreto, poseyó 5 millones de acres de tierras de pastoreo en Australia.
En 1989 emergió de la bancarrota con una fortuna que no alcanzaba los diez millones de dólares.